# Paralelo 4 norte
El paralelo 4 Norte es un paralelo que está 4 grados al norte del plano ecuatorial de la Tierra.
Comenzando en el meridiano de Greenwich y tomando la dirección este, el paralelo 4º Norte pasa sucesivamente por:
| País, territorio o mar          | Notas |
| ------------------------------- | --- |
| Océano Atlántico                | Golfo de Guinea - pasa al sur de Bioko, Guinea Ecuatorial |
| Camerún                         | |
| República Centroafricana        | |
| República Democrática del Congo | |
| Sudán                           | |
| Uganda                          | |
| Kenia                           | Pasa en el Lago Turkana |
| Etiopía                         | |
| Kenia                           | |
| Etiopía                         | |
| Somalia                         | |
| Océano Índico                   | Mar Arábigo |
| Maldivas                        | |
| Océano Índico                   | |
| Indonesia                       | Sumatra |
| Estrecho de Malaca              | |
| Malasia                         | |
| Mar de la China Meridional      | |
| Indonesia                       | Isla Natuna Besar |
| Mar de la China Meridional      | |
| Malasia                         | Sarawak, Borneo |
| Indonesia                       | Borneo |
| Mar de Celebes                  | |
| Indonesia                       | Islas Talaud |
| Océano Pacífico                 | Pasa al sur de la isla Merir, Palaos · Pasa al norte del atolón Nukuoro, Micronesia · Pasa al norte del atolón Tabuaeran, Kiribati · Pasa al norte de la isla Malpelo, Colombia |
| Colombia                        | Isla Gorgona y continente |
| Venezuela                       | |
| Brasil                          | Roraima |
| Venezuela                       | |
| Brasil                          | Roraima |
| Venezuela                       | |
| Brasil                          | Roraima |
| Guyana                          | Incluyendo territorio reclamado por la Venezuela |
| Surinam                         | |
| Francia                         | Guayana Francesa |
| Brasil                          | Amapá |
| Océano Atlántico                | Pasa al sur del Cabo Palmas, Liberia |